# 格林蘭 (明尼蘇達州)
格林蘭（英語：Greenland）是位於美國明尼蘇達州勒蘇爾縣伊利西恩鎮區的一個非建制地區。

## 地理
格林蘭所處的海拔為高於海平面316米（即1017英呎），而該地所採用的時區為UTC-6，即北美中部時區（CST）。同時該地設有夏令時間，為UTC-6調快一小時，即UTC-5（CDT）。